# Hrvatska reprezentacija u hokeju na ledu
Hrvatska reprezentacija u hokeju na ledu predstavlja Hrvatsku u hokeju na ledu. Nadimak im je "Oklopnici".
Godine 1948. izbornik hrvatske reprezentacije je bio Ivan Donoval. Član je svjetske federacije u hokeju na ledu od 6. svibnja 1992.

## Nastupi na SP
- 1994.: skupina D - 4.
- 1995.: skupina D - zlato
- 1996.: skupina C - 8.
- 1997.: skupina D - zlato
- 1998.: skupina C - 4.
- 1999.: skupina C - 5.
- 2000.: skupina C - 5.
- 2001.: divizija I - 4.
- 2002.: divizija I - 5.
- 2003.: divizija I - 6.
- 2004.: divizija II - srebro
- 2005.: divizija II - zlato
- 2006.: divizija I - 6. mjesto
- 2007.: divizija II - zlato
- 2008.: divizija I - 5. mjesto
- 2009.: divizija I - 5. mjesto
- 2010.: divizija I - 6. mjesto (ispali)

Tijekom vremena dolazilo je do promjena u organizaciji natjecanja, tako da je nekadašnja skupina D današnja divizija II, a nekadašnja skupina C je danas divizija II.

## Postava nasvjetskom prvenstvu divizije II 2007.
- vratari: Vanja Belić, Nenad Škrapec, Siniša Blagus

- obrana: Ivan Glavota, Saša Belić, Miroslav Brumerčik, Marko Ljubić, Luka Novosel, Igor Jačmenjak, Marko Tadić, Ivan Spajić

- napad: Mato Mlađenović, Veljko Žibret, Krešimir Švigir, Viliam Chovanec, Oliver Ciganović, Marko Lovrenčić, Danijel Plahutar, Tomislav Grozaj, Mario Novak, Janko Kučera, Damir Gojanović, Matija Kopajtić

- trener: Rudolf Uličný

## Postava nasvjetskom prvenstvu divizije I 2008.
- vratari: Vanja Belić, Nenad Škrapec, Siniša Blagus, Tihomir Filipec

- obrana: Saša Belić, Jurica Bednjanec, Miroslav Brumerčik, Ivan Glavota, Igor Jačmenjak, Dalibor Kuznar, Marko Ljubić, Luka Novosel, Marko Tadić

- napad: Viliam Chovanec, Oliver Ciganović, Tomislav Čunko, Tomislav Grozaj, David Ivezić, Damir Jakovac, Matija Kopajtić, Vlado Kučera, Marko Lovrenčić, Mato Mlađenović, Mario Novak, Michael Novak, Danijel Plahutar, Borna Rendulić, Miro Smerdelj, Krešimir Švigir, Veljko Žibret

- trener: Pavle Kavčič, pom. tr.: Bruno Bregant

## Postava nasvjetskom prvenstvu divizije I 2009.
- vratari: Vanja Belić, Nenad Škrapec

- obrana: Miroslav Brumerčik, Marko Tadić, Igor Jačmenjak, Saša Belić, Luka Novosel, Nikša Trstenjak, Tomislav Šulevski, Mario Sertić

- napad: Dominik Kanaet, Petar Trstenjak, Viliam Chovanec, Mato Mlađenović, Mario Novak, Borna Rendulić, Janko Kučera, Veljko Žibret, Tomislav Grozaj, Damir Jakovac, Krešimir Švigir, Matija Kopajtić

- trener: Pavle Kavčič, pom. tr.: Bruno Bregant

Zanimljivost: Borna Rendulić, Dominik Kanaet i Petar Trstenjak, iako ispod 18., već su igrački stasali igrajući u Slovačkoj i Finskoj.

## Postava naizlučnim natjecanjima za OI 2010.
- vratari: Vanja Belić, Nenad Škrapec, Siniša Blagus, Tihomir Filipec

- obrana: Miroslav Brumerčik, Ivan Šijan, Mario Sertić, Luka Novosel, Marko Tadić, Nikša Trstenjak, Tomislav Šulevski, Luka Ulaga, Igor Jačmenjak

- napad: Marko Lovrenčić, Oliver Ciganović, Veljko Žibret, Mario Novak, Damir Jakovac, Matija Kopajtić, Miro Smerdelj, Tomislav Čunko, Tomislav Grozaj, Dominik Kanaet, Vlado Kučera, Mato Mlađenović

- trener: Pavle Kavčič, pom. tr.: Bruno Bregant

## Postava na Pannon kupu u Mađarskoj 6. – 8. studenog 2009.
Sudjelovali su domaćin Mađarska, Hrvatska, Italija i Slovenija.
- vratari: Vanja Belić, Gašper Krošelj (KHL Medveščak)

- braniči: Jurica Bednjanec ( Graz 99ers), Saša Belić, Luka Novosel, Ivan Šijan, Tomislav Šulevski, Nikša Trstenjak (KHL Medveščak), Jan Loboda ( Rungsted Cobras)

- napadači: Milan Belojević, Jadran Beljo, Igor Lazić, Zvonimir Lovrenčić, Sašo Rajsar, Luka Ulaga (KHL Medveščak), Nikola Grahovar, Damir Jakovac, Janko Kučera (Mladost (Zagreb)), Dominik Kanaet ( Martin), Petar Trstenjak ( Slovan Bratislava)

Hrvatska je na ovom turniru imala 5 inozemnih igrača, koji po pravilima svjetske hokejaške fereracije nemaju pravo igrati za Hrvatsku na SP-u: Amerikanac Chris Powers, kanadski Hrvat Jadran Beljo te Slovenci Sašo Rajsar, Gašper Krošelj i Jan Loboda.
Izvor za Pannon kup: 

Vjesnik[neaktivna poveznica] Pet stranaca brani boje Hrvatske u hokeju na ledu, 5. studenog 2009.

## Postava naSP-udivizije I 2010.
- vratari: Vanja Belić, Tihomir Filipec (KHL Medveščak), Matija Tačković (KHL Zagreb)

- braniči: Nikša Trstenjak, Ivan Šijan, Saša Belić, Luka Novosel, Miroslav Brumerčik, (KHL Medveščak), Marko Tadić, Marko Ljubić (KHL Mladost), Igor Jačmenjak (Sisak), Ivan Glavota

- napadači: Mislav Blagus, Dominik Kanaet, Marko Lovrenčić, Zvonimir Lovrenčić, Veljko Žibret, Hrvoje Božić, Igor Lazić (KHL Medveščak), Tomislav Čunko, Mario Novak, Damir Jakovac, Tomislav Grozaj, Janko Kučera, Danijel Plahutar, Miro Smerdelj (KHL Mladost), Borna Rendulić (Ässät Pori), Petar Trstenjak (HC Slovan Bratislava), Viliam Chovanec, Krešimir Švigir

Izvor:

## Postava naSP-udivizije 2. A 2013.
Širi popis izabranika hrvatskog izbornika Donalda MacLeana i njegova pomoćnika Ive Rateja ml. Hrvatski suparnici bile su izabrane momčadi iz Australije, Belgije, Islanda, Srbije i Španjolske.
- vratari: Mate Tomljenović, Tihomir Filipec (oba KHL Medveščak), Matija Tačković (KHL Mladost), Andrej Vasiljević (HK 07 Skalica/Slovačka)

- braniči: Ivan Šijan, Kenneth MacAulay, Andy Sertich, Nikola Senzel, Alain Čavkić (svi KHL Medveščak), Marko Tadić, Marko Ljubić, Nikša Trstenjak, Fran Srketić (svi KHL Mladost), Igor Jačmenjak (KHL Zagreb), Ivan Delić (New England College, SAD), Borna Šilović (Zvolen, Slovačka), Luka Marković (Dukla Trenčin, Slovačka), Mario Sertić (Francais Volants Paris, Francuska)

- napadači: Mislav Blagus, Igor Lazić, Luka Mikulić, Filip Oreščanin, Ivan Brenčun (svi KHL Medveščak), Marko Lovrenčić, Zvonimir Lovrenčić, Mario Čunko, Tomislav Čunko, Janko Kučera, Tadija Mirić, Mario Novak, Miro Smerdelj, Nikola Grahovar, Hrvoje Božić (KHL Mladost), Lovro Šišeta (KHL Zagreb), Borna Rendulić (HPK, Finska), John Hečimović (Dornbirn, Austrija), Dominik Kanaet (Zvolen/Slovačka), Marko Šakić (KAC, Austrija), Luka Vukoja (Red Bull Salzburg/Austrija), Michael Novak i Joel Prpic (bez kluba)

## Postava naSP-udivizije 2. B 2015.
Postava:
Trener: Donald MacLean, pom. trener: Ivo Ratej ml.
Momčad Hrvatske:
| igrač                 | pozicija | datum rođenja | klub             |
| --------------------- | -------- | ------------- | ---------------- |
| Mark Dekanich         | vratar   | 10. 5. 1986.  | Medveščak Zagreb |
| Mate Tomljenović      | vratar   | 3. 8. 1993.   | Medveščak Zagreb |
| Andrej Vasiljević     | vratar   | 23. 9. 1993.  | HPK Hämeenlinna  |
| Igor Jačmenjak        | branič   | 31. 8. 1979.  | KHL Zagreb       |
| Alan Letang           | branič   | 4. 9.1975.    | Medveščak Zagreb |
| Marko Ljubić          | branič   | 29. 4. 1984.  | Mladost          |
| Kenneth MacAulay      | branič   | 29. 4. 1984.  | Innsbruck Haie   |
| Saša Martinović       | branič   | 27. 9. 1984.  | Medveščak Zagreb |
| Andy Sertich          | branič   | 6. 5.1983.    | EC Dornbirn      |
| Borna Šilović         | branič   | 27.09.1993.   | Medveščak Zagreb |
| Geoff Waugh           | branič   | 25. 8.1983.   | VSV Villach      |
| Mislav Blagus         | napadač  | 10.06.1991.   | KHL Zagreb       |
| Ivan Brenčun          | napadač  | 30. 8. 1991.  | Medveščak Zagreb |
| Michael (Mike) Glumac | napadač  | 5. 4. 1980.   | Medveščak Zagreb |
| Ivan Janković         | napadač  | 24. 1. 1995.  | KHL Zagreb       |
| Dominik Kanaet        | napadač  | 6. 5.1991.    | HC 07 Detva      |
| Ryan Kinasewich       | napadač  | 20. 8. 1983.  | EC Dornbirn      |
| Dario Kostović        | napadač  | 8. 8. 1980.   | Medveščak Zagreb |
| Matija Miličić        | napadač  | 13. 2. 1996.  | KHL Zagreb       |
| Tadija Mirić          | napadač  | 21. 8. 1984.  | Mladost          |
| Andrew Murray         | napadač  | 06.11.1981.   | KHL Medveščak    |
| Nathan Perkovich      | napadač  | 15. 10. 1985. | Medveščak Zagreb |
| Luka Vukoja           | napadač  | 14. 2. 1995.  | Medveščak Zagreb |

## Vanjske poveznice
- Stranice Hrvatskog saveza hokeja na ledu